# Marie-José Denys
Pour les articles homonymes, voir Denys.
Marie-José Denys, née le 15 mars 1950 à La Rochelle (Charente-Maritime) et morte le 12 janvier 2022, est une femme politique française.

## Détail des fonctions et des mandats
Mandats parlementaires
- 25 juillet 1989 – 18 juillet 1994 : Députée européenne
- 17 juillet 1997 – 19 juillet 1999 : Députée européenne